# Koninkrijk Kartli-Kachetië
Kartli-Kachetië was een Georgisch koninkrijk dat ontstond in 1762 door het samengaan van de koninkrijken Kartlië en Kachetië die na het uiteenvallen van het koninkrijk Georgië in de 15e eeuw als onafhankelijke rijken verdergegaan waren.
Kartlië was historisch gezien altijd de dominante provincie geweest in Georgië, maar was door de militaire invasies van Perzië meer verzwakt geraakt dan haar oosterburen Kachetië. Om deze reden werden de koningen van Kachetië ook de koningen van Kartli-Kachetië en werd Telavi, de hoofdstad van Kachetië, de hoofdstad van de nieuwe staat. Het Perzische Rijk bleef zijn agressiepolitiek tegen Georgië echter vervolgen, waardoor Kartli-Kachetië tegen het einde van de 18e eeuw grotendeels in puin lag. In die tijd begonnen de koningen de bescherming te zoeken van de Russische tsaren, wat leidde tot het Verdrag van Georgiejevsk in 1783, waarbij Kartli-Kachetië een protectoraat werd van het Russische Rijk. In 1795 viel de Perzische Agha Mohammed Khan Kadjar het land binnen en verwoestte onder andere Tbilisi bij de Slag bij Krtsanisi. Deze klap kwam het rijk niet meer te boven. In 1798 stierf koning Erekle II en drie jaar later werd het koninkrijk geannexeerd door tsaar Paul I en werd de Bagrationi-dynastie, die het koninkrijk had geregeerd, afgezet en vervangen door de Russische generaal Ivan Lazarev.

## Lijst van koningen van Kartli-Kachetië
- Erekle II (1762-1798)
- Giorgi XII (1798-1800)
- Davit (1800)